# Aedicira longicirrata
Aedicira longicirrata är en ringmaskart som beskrevs av Fauchald 1972. Aedicira longicirrata ingår i släktet Aedicira och familjen Paraonidae. Inga underarter finns listade i Catalogue of Life.